# الأسلحة والحرب النابليونية
يُعَدّ نابليون الأول، إمبراطور الفرنسيين، أعظم قادة الحروب الحديثة المبكرة في التاريخ العسكري. اعتمد في استراتيجيته على تركيز الهجوم على جزء من العدو، هزيمته بسرعة، ثم التقدّم المستمر. كان نجاحه قائمًا على طموحه الكبير وتركيب جيشه الديناميكي، حيث سيطرت الدولة مباشرة على مخازن السلاح ووفّرت العتاد.

## الحركة
كانت سرعة تحرّكات قوات نابليون من أبرز مزاياه. فقد أصرّ على أن "ضياع الوقت لا يُعوّض في الحرب... قد أخسر معركة ولكن لا ينبغي أن أخسر دقيقة". قسّم جيشه إلى فيالق مستقلة وتجنب خطوط الإمداد الطويلة، واعتمد على شعار "الحرب تُطعم الحرب" بالعيش على الأرض. هذا مع قدرته على إلهام الجنود جعله يحقق انتصارات متتالية.

## الاستراتيجية
غيّرت الثورة الفرنسية وحروب نابليون مفهوم الاستراتيجية العسكرية. ظهرت الجيوش الضخمة القائمة على التجنيد، فتم تنظيمها إلى فرق ثم فيالق مع مدفعية متنقلة. درس نابليون قادة العصور القديمة مثل الإسكندر الأكبر ويوليوس قيصر وهانيبال، ودمج خبراتهم في تكتيكاته الخاصة. اعتمد على إخفاء التحركات، واستخدام الالتفاف أو الموقع المركزي لمهاجمة العدو عند نقطة ضعفه. بلغت هذه الاستراتيجية ذروتها في معركة أوسترليتز حيث جذب العدو لمهاجمة جناحه ثم اخترق مركزه.

## حملة واترلو
في حملة واترلو حاول نابليون عزل دوق ويلينغتون عن الجيش البروسي، وانتصر في معركة ليني، لكنه فشل في منع انضمام البروسيين بقيادة غبهارد ليبرخت فون بلوخر، فانهزم في معركة واترلو.

## حرب شبه الجزيرة
في حرب شبه الجزيرة اصطدم نابليون بتحصينات خطوط توريس فيدراس ولم يتمكن من تجاوزها، كما واجه حرب العصابات التي دعمها الجيش البريطاني. كانت هذه الحرب نموذجًا مبكرًا لصراع استنزاف أضعف الجيش الفرنسي.

## الأسلحة النارية
اعتمد المشاة الفرنسيون على بندقية شارلفيل عيار .69، سريعة الإطلاق ولكن ضعيفة الدقة. بينما استخدم البريطانيون بندقية بيكر الأكثر دقة. ظهرت كذلك بنادق الهواء جيراردوني في الجيش النمساوي، لكنها بقيت محدودة.

## المدفعية
شكّلت مدفعية غريبوفال العمود الفقري لقوة نابليون. كانت خفيفة وسريعة الحركة مقارنة بمدافع الدول الأخرى. اعتمد نابليون تكتيك "البطارية الكبرى" التي تجمع المدافع لضرب نقطة حاسمة في خطوط العدو.

## أسلحة خاصة
استعمل البريطانيون صواريخ كونغريف لأول مرة بشكل منظم ضد الفرنسيين، مستفيدين من التصميم الصواريخ التي نشرتها مملكة الميسور ضد شركة الهند الشرقية.